# Conti-kápolna
A Conti-kápolna Budapesten Kőbánya egyik ismert barokk műemléke.

## Története, leírása
A 18. században pestisjárvány pusztított. Az olasz származású Conti Antal Lipót kőfaragómester és felesége, Drenker Krisztina megmenekült a járvány elől. Ennek emlékére építtették 1739 és 1740 között a kápolnát a segítő Szűz Mária tiszteletére.
II. József 1786-ban egy rendelettel le akarta bontatni a többi fogadalmi kápolnával együtt, azonban a család összeköttetései révén ez mégsem történt meg. 1802-től ismét használatba vették a hívők.
Itt alakult ki a kerület korabeli városközpontja. 1881 és 1899 között a kőbányai plébánia templomaként működött.
1938-ban a kápolnát felújították, de a II. világháborúban hatalmas károkat szenvedett. A mai műemlék épületet 1947-ben állították helyre.
A barokk stílusú kápolna egy kaputoronnyal rendelkezik, melyen négyszögletes kősisak található. Szentélye kelet felé néz.
Az épület és a tető érintkezési vonalában egy gazdagon díszített párkány húzódik. 1988-ig, a torony leomlásáig itt állt egy talapzaton Szent Joachim és Szent Anna kőszobra. A homlokzaton Mária-monogramos rokokó címerpajzs látható. Belül gazdagon aranyozott csavart oszlopos oltárral rendelkezik. Az oltárkép az innsbrucki Madonna másolata. A szobrokat mind Conti Antal készítette. 
Jelenleg a Rózsák terei görögkatolikus egyházközséghez tartozik, épülete pedig nemzetközi kulturális védelem alatt áll.
A kápolna előtt egy bádogkorpuszos fa feszület áll, melyet 1879-ben állítottak.

## Képtár

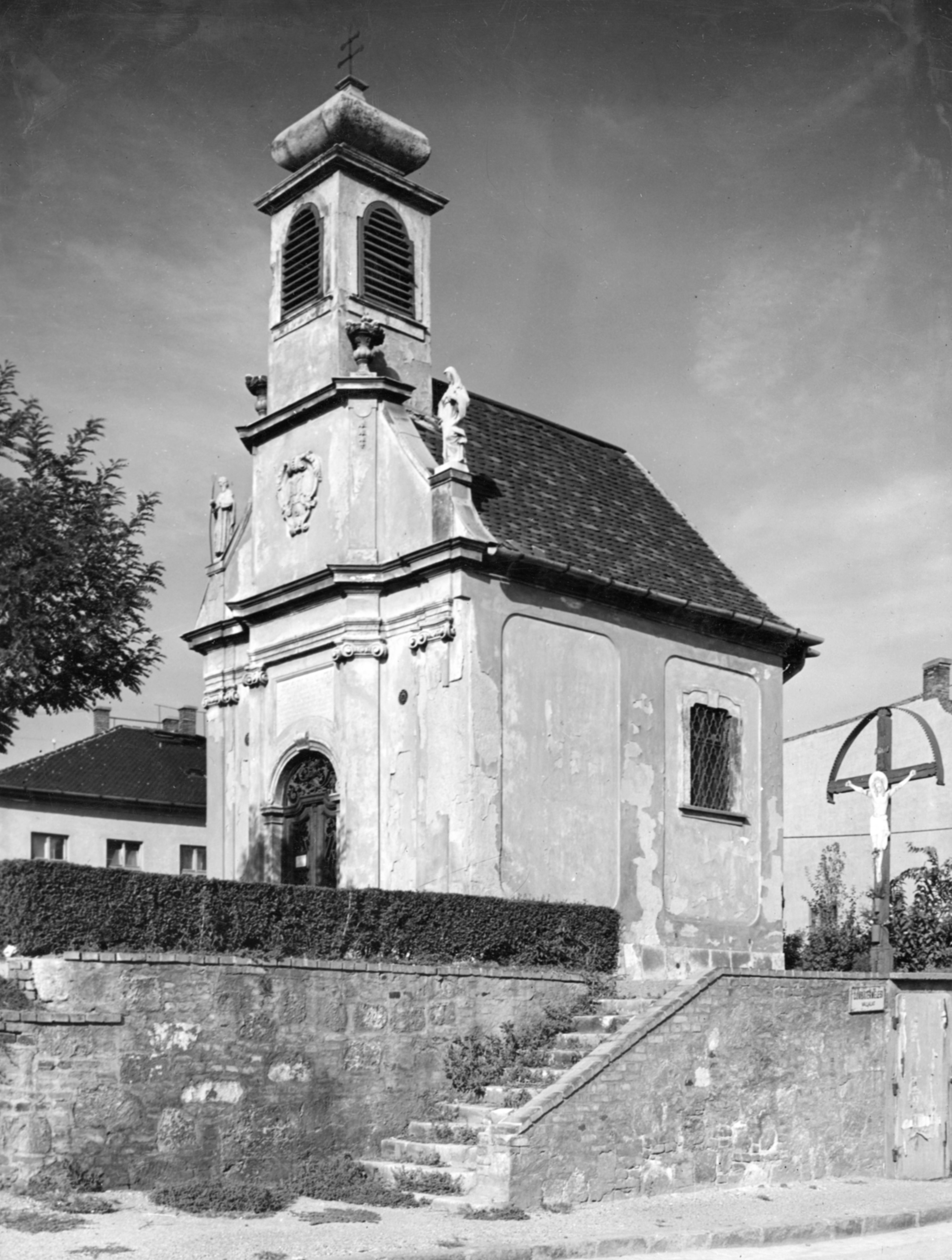
A kápolna egy 1950-es évekbeli fényképen
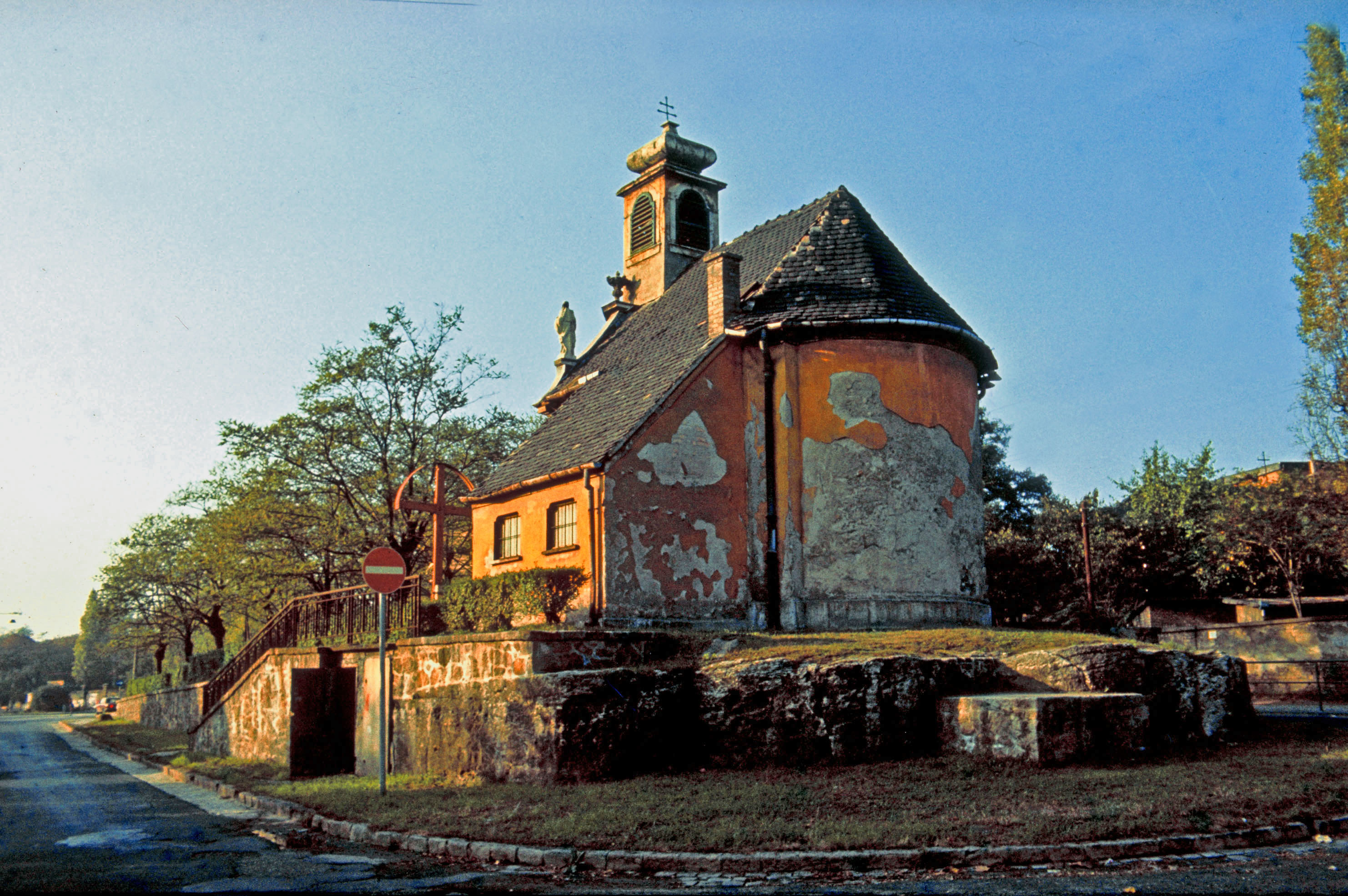
A leromlott külsejű kápolna hátulról az 1970-es években
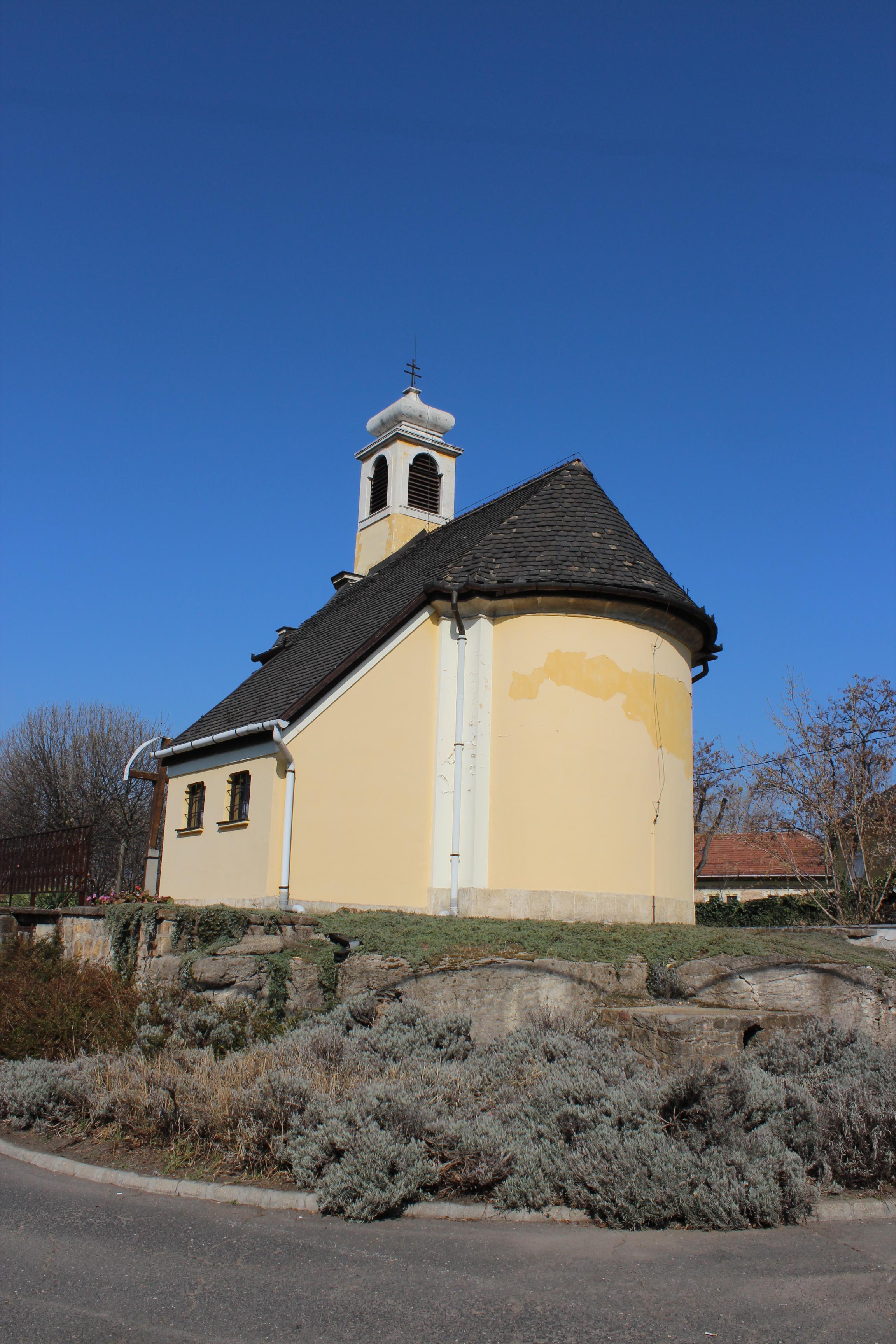
Ugyanaz 2012-ben
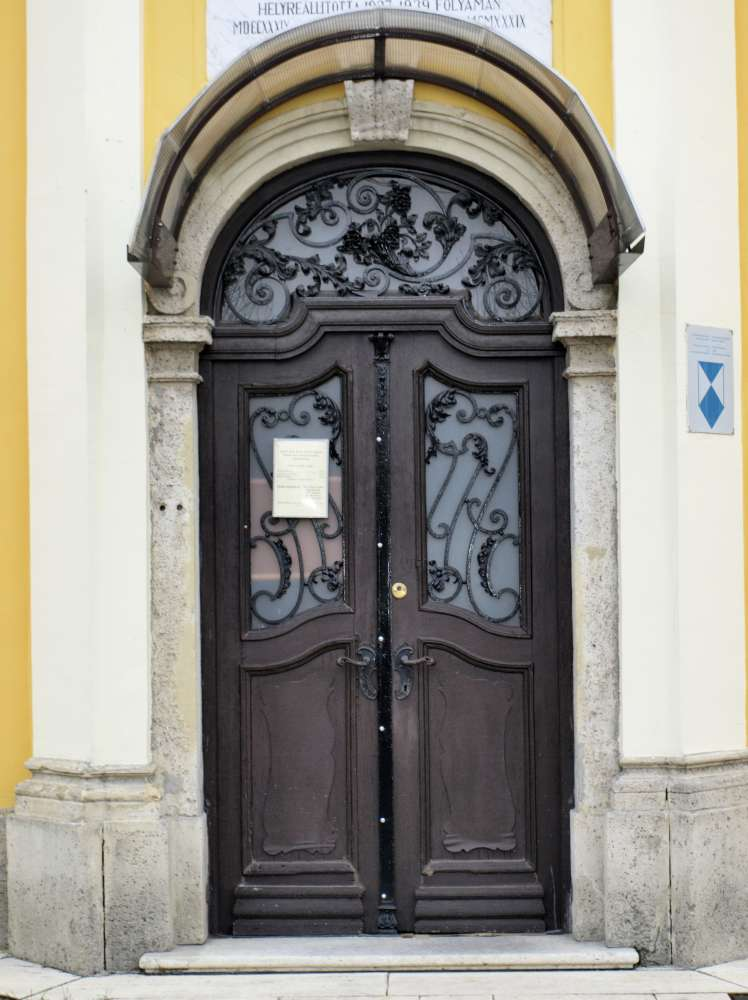
Bejárat
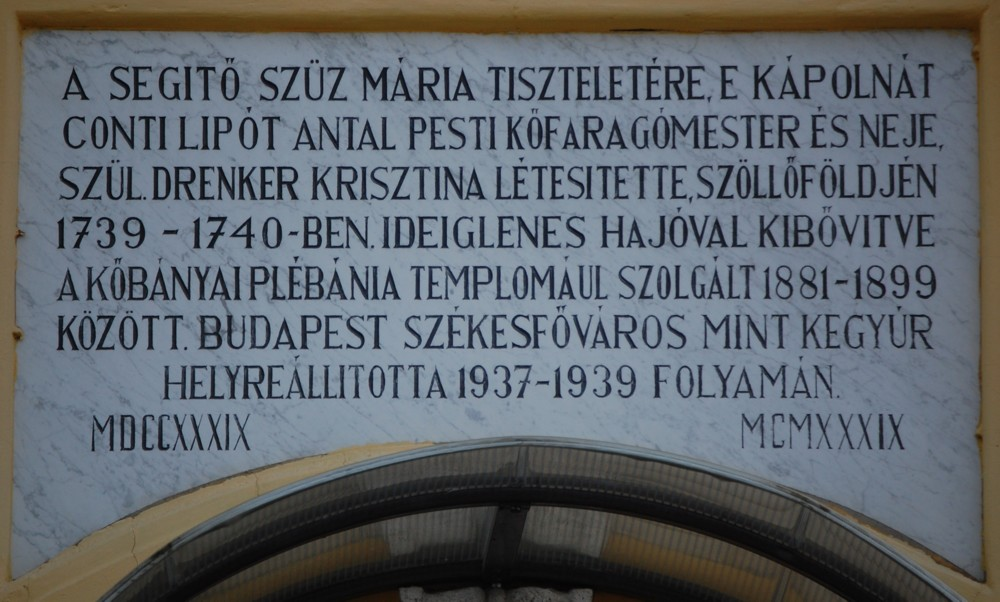
Emléktábla
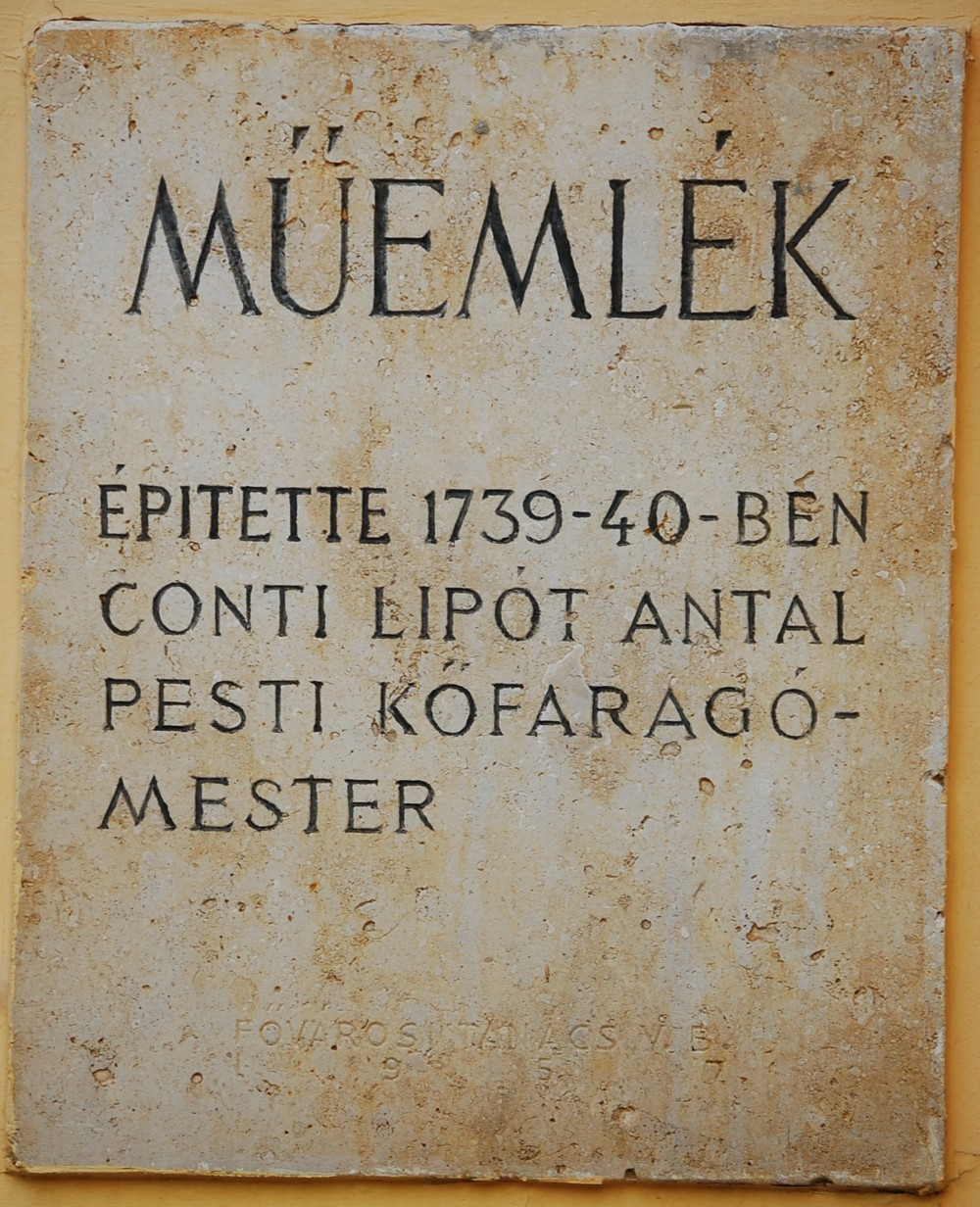
Másik emléktábla
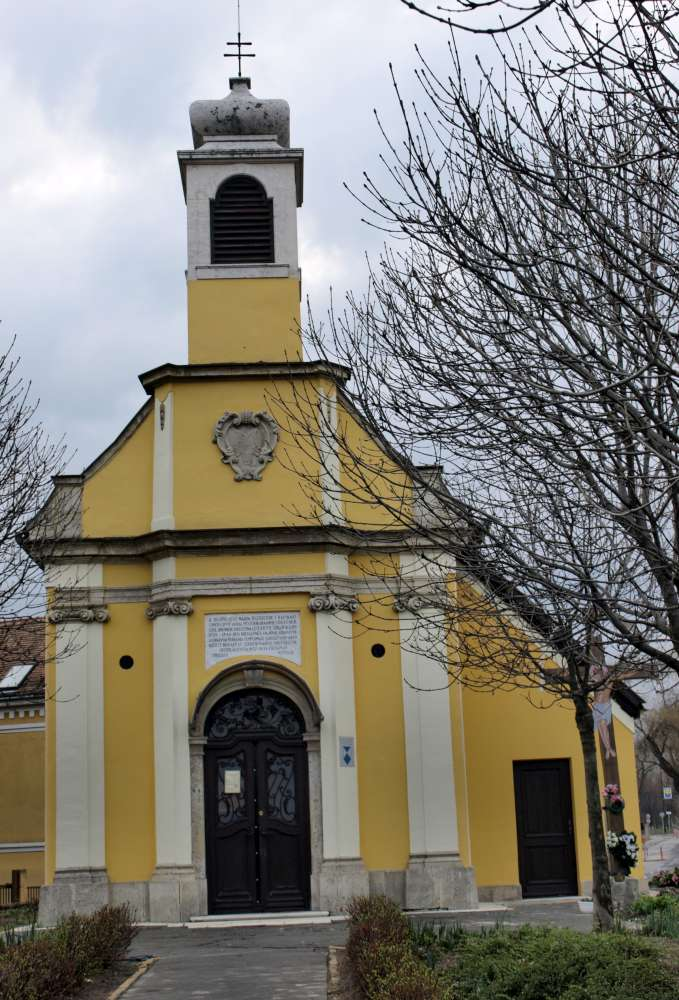
Főhomlokzat
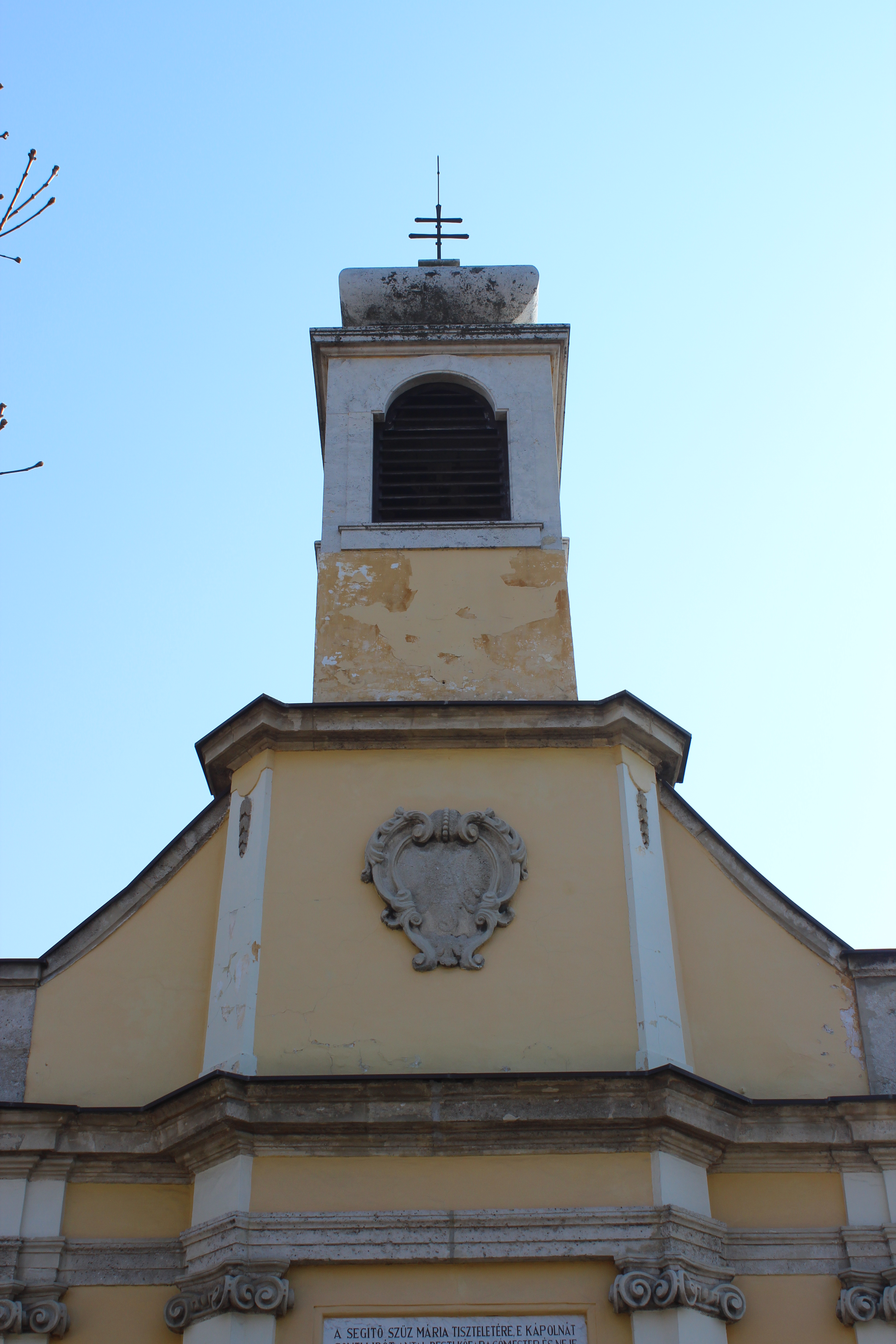
Főhomlokzatrészlet
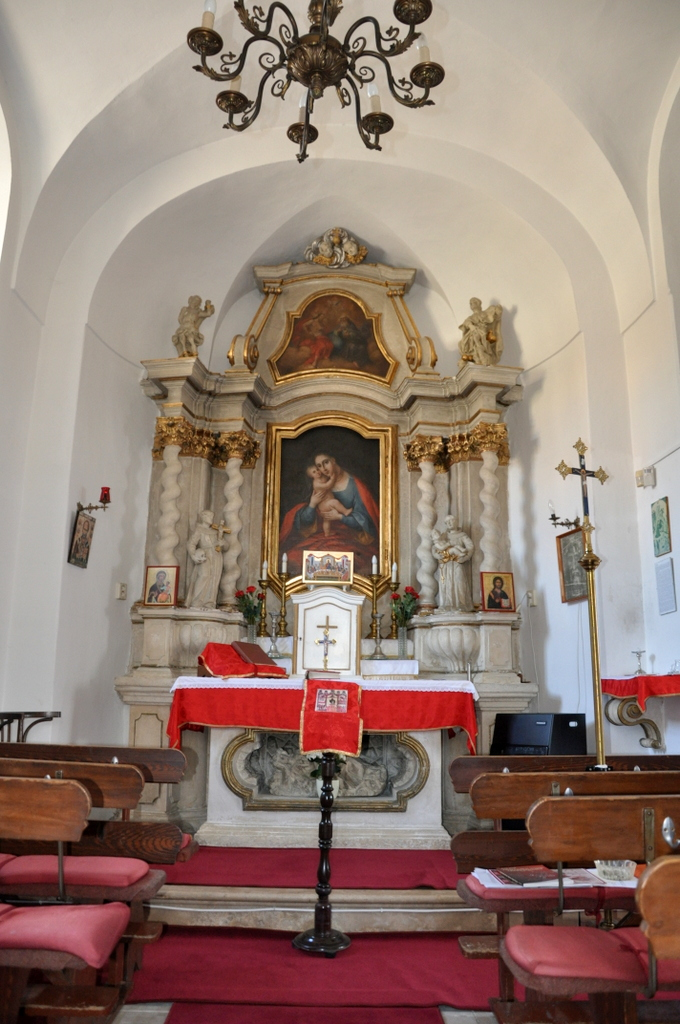
A kápolna belseje